# Косихинский район
Коси́хинский райо́н — административно-территориальное образование (сельский район) и муниципальное образование (муниципальный район) в Алтайском крае России.
Административный центр — село Косиха, расположенное в 68 км от Барнаула.

## География
Площадь — 1877 км².
Район граничит с Первомайским, Заринским, Кытмановским и Троицким районами.
Рельеф — Бийско-Чумышская зона, пересечённый. По территории района протекают носящие типично равнинный характер реки Чесноковка; Жилиха с притоками Юдиха, Журавлиха; Бол. Лосиха с притоками Климиха, Селезнюха, Чауриха, Афониха, Чудотвориха, Осолодочная, Солоновка, руч. Лисий Лог, Мал. Лосиха (с руч. Листвянка), Лепешиха; Тараба; Бобровка с притоками Сосновка, Шипуниха, Волчиха, Мал. Бобровка, Налобиха, Серебрянка, имеется 3 озера (Красилово, Баюновское и Круглое). Почвы — оподзоленные выщелоченные чернозёмы, серые лесные. Растительность: берёза, сосна, ель, клён, тополь, осина, смородина, малина, калина, черёмуха, боярышник. 
Климат континентальный. Средняя температура января − 20 °C, июля + 21 °C. Абсолютный температурный максимум: +38 °C, абсолютный минимум: - 52 °C. Годовое количество атмосферных осадков — 400—600 мм. Преобладающий в течение года ветер – юго-западный, с переходом на северо-западный.
Кандычный лог
На территории района у села Плотниково расположен Кандычный лог — изолированный участок ареала, рефугиум кандыка сибирского, занесённого в красные книги Алтайского края и РФ. Во время цветения в конце апреля — начале мая местные жители организуют праздник — «Цвет ты мой кандышный». Также ведутся работы по получению объектом статуса памятника природы.

## История
20 декабря 1957 года к Косихинскому району была присоединена часть территории упразднённого Чесноковского района. 1 февраля 1963 года Косихинский район был упразднён, а 30 декабря 1966 года восстановлен.

## Население
| 1959    | 1996    | 1997    | 1998    | 1999    | 2000    | 2001    |
| ------- | ------- | ------- | ------- | ------- | ------- | ------- |
| 49 876  | ↘22 100 | ↘22 000 | ↘21 800 | →21 800 | ↘21 500 | ↘21 300 |
| 2002    | 2003    | 2004    | 2005    | 2006    | 2007    | 2008    |
| ↘20 700 | ↘20 375 | ↘20 128 | ↘19 889 | ↘19 528 | ↘19 247 | ↘19 014 |
| 2009    | 2010    | 2011    | 2012    | 2013    | 2014    | 2015    |
| ↘18 881 | ↘17 927 | ↘17 834 | ↘17 421 | ↘17 054 | ↘16 645 | ↘16 430 |
| 2016    | 2017    | 2018    | 2019    | 2020    | 2021    |         |
| ↘16 274 | ↘16 199 | ↘15 931 | ↘15 638 | ↘15 432 | ↘13 873 |         |

### Национальный состав[20]
| национальность | национальность | мужчин | женщин | всего  | %    |
| -------------- | -------------- | ------ | ------ | ------ | ---- |
| русские        |                | 8 897  | 9 904  | 18 801 | 91,7 |
| немцы          |                | 394    | 445    | 839    | 4,1  |
| украинцы       |                | 156    | 181    | 337    | 1,64 |
| белорусы       |                | 48     | 41     | 89     | 0,43 |
| чуваши         |                | 25     | 41     | 66     | 0,32 |
| татары         |                | 23     | 37     | 60     | 0,29 |
| армяне         |                | 34     | 20     | 54     | 0,26 |
| азербайджанцы  |                | 23     | 8      | 31     | 0,15 |

## Административное устройство
Косихинский район с точки зрения административно-территориального устройства края включает 11 административно-территориальных образований — 11 сельсоветов.
Косихинский муниципальный район в рамках муниципального устройства включает 11 муниципальных образований со статусом сельских поселений:
| №  | Сельское поселение        | Административный центр | Количество населённых пунктов | Население (чел.) | Площадь (км²) |
| -- | ------------------------- | ---------------------- | ----------------------------- | ---------------- | ------------- |
| 1  | Баюновский сельсовет      | посёлок Украинский     | 4                             | ↘1254            | 102,90        |
| 2  | Верх-Жилинский сельсовет  | село Верх-Жилино       | 1                             | ↗374             | 116,16        |
| 3  | Глушинский сельсовет      | село Глушинка          | 1                             | ↘487             | 112,65        |
| 4  | Каркавинский сельсовет    | село Каркавино         | 3                             | ↘600             | 201,39        |
| 5  | Контошинский сельсовет    | село Контошино         | 5                             | ↘1223            | 358,50        |
| 6  | Косихинский сельсовет     | село Косиха            | 2                             | ↘4973            | 223,42        |
| 7  | Лосихинский сельсовет     | село Лосиха            | 2                             | ↘788             | 241,70        |
| 8  | Малаховский сельсовет     | село Малахово          | 1                             | ↘648             | 98,37         |
| 9  | Налобихинский сельсовет   | село Налобиха          | 3                             | ↘3285            | 61,39         |
| 10 | Плотниковский сельсовет   | село Плотниково        | 2                             | →391             | 127,50        |
| 11 | Полковниковский сельсовет | село Полковниково      | 3                             | ↘714             | 240,56        |

В 2010 году Верх-Бобровский и Полковниковский сельсоветы объединены в Полковниковский сельсовет.
В 2011 году Контошинский и Романовский сельсоветы объединены в Контошинский сельсовет.
Населённые пункты
В Косихинском районе 26 населённых пунктов:

| Косиха       | ↘4673 |
| Налобиха     | ↘3266 |
| Украинский   | ↘883  |
| Лосиха       | ↘763  |
| Контошино    | ↘762  |
| Полковниково | ↘690  |
| Малахово     | ↘648  |
| Глушинка     | ↘487  |
| Каркавино    | ↘424  |

| Верх-Жилино     | ↗374 |
| Плотниково      | ↘363 |
| Озеро-Красилово | ↘280 |
| Пустынь         | ↘177 |
| Романово        | ↘230 |
| Лучевое         | ↘205 |
| Овчинниково     | ↘203 |
| Восход          | →195 |
| Верх-Бобровка   | ↘165 |

| Баюново      | ↘147 |
| Логовое      | ↘145 |
| Филатово     | ↘144 |
| Сохарево     | ↘85  |
| Новозырянка  | ↘63  |
| Зелёная Роща | ↘27  |
| Индейка      | →10  |
| Комсомолец   | ↘0   |

Упразднённые населённые пункты:
- разъезд Косиха Контошинского сельсовета (в 2010 году[28]).
- разъезд 44 км (не позднее 2015 года)

## Образование
- Детско-юношеская спортивная школа
- Филиал СДЮШОР Алексея Смертина (футбол)
- Центр патриотического воспитания молодежи им. Роберта Рождественского

## Социальная сфера
В районе 25 общеобразовательных школ, 15 детских садов, оздоровительный лагерь «Орлёнок», 18 сельских домов культуры, Музей космонавтики в селе Полковниково, краеведческий музей в селе Косиха, 16 библиотек, центральная районная больница в селе Косиха, две участковые больницы в с. Налобиха и п. Украинский, две амбулатории в селах Лосиха и Контошино и 21 фельдшерско-акушерский пункт

## Экономика
Основное направление экономики — сельское хозяйство. В растениеводстве основным направлением является производство зерновых, сахарной свёклы и подсолнечника, в животноводстве — производство молока и мяса. Промышленность района ориентирована в основном на переработку сельскохозяйственной продукции, производство продовольствия.
На территории района находятся предприятия по переработке мяса ОАО «Овчинниковский мясокомбинат» (с. Налобиха), ООО «НИГ» (с. Косиха), ООО «Ист» (с. Косиха); по переработке зерна ООО «Зерноцентр» (с. Баюново), ЗАО «Мельник» (с. Налобиха), ООО «Грегор» (с. Баюново). Имеются также предприятие ОАО «АЛСЭН» по производству средств энергетики (дизельгенераторные установки), ОАО «Овчинниковский элеватор», отделение Западно-Сибирской железной дороги, ОАО «Овчинниковская нефтебаза», ОАО «Косихинский райтопсбыт». Кроме того на территории района находится 16 сельскохозяйственных предприятий, занимающихся производством сельскохозяйственной продукции, 113 крестьянско-фермерских хозяйств, 50 личных подсобных хозяйств.

## Люди, связанные с районом
- Пешков Олег Анатольевич (1970, Косиха — 2015) — российский военный лётчик, подполковник, Герой Российской Федерации. Погиб при выполнении боевого задания в Сирии.
- Роберт Рождественский (1932, село Косиха — 1994) — известный советский поэт, переводчик, лауреат Премии Ленинского комсомола и Государственной Премии СССР.
- Скурлатов Алексей Иванович (1922—2013) — участник Великой Отечественной войны, прообраз знаменитого памятника «Алёши» в болгарском городе Пловдив.
- Титов Герман Степанович (1935, Верх-Жилино — 2000) — советский космонавт, Герой Советского Союза.
- Топоров Адриан Митрофанович (1891—1984) — советский писатель, публицист, учитель, эсперантист. Один из создателей знаменитой коммуны «Майское утро» в Косихинском районе (1920).
- Чернов Иван Григорьевич (1924, Филатово — 1962) — старший лейтенант, участник Великой Отечественной войны, Герой Советского Союза.
- Береснев Григорий Ефимович (1916, Косиха — 1944) — красноармеец, участник Великой Отечественной войны, Герой Советского Союза.
- Фигичев Валентин Алексеевич (1917, Каркавино — 1988) — полковник, советский лётчик-ас, лётчик-истребитель, участник Великой Отечественной войны, Герой Советского Союза. Четырежды кавалер ордена Красного Знамени, дважды кавалер ордена Ленина.
- Смышляев Афанасий Спиридонович (1918, Овчинниково — 1945) — старший сержант, участник Великой Отечественной войны, Герой Советского Союза.

## Ссылка
- Официальный сайт Косихинского района
- Косихинский район на сайте краевой администрации